# High Altitude Water Cherenkov Experiment
 (juillet 2018).
Si vous disposez d'ouvrages ou d'articles de référence ou si vous connaissez des sites web de qualité traitant du thème abordé ici, merci de compléter l'article en donnant les références utiles à sa vérifiabilité et en les liant à la section « Notes et références ».
Le High Altitude Water Cherenkov Experiment est un observatoire de rayons gamma et de rayons cosmiques de très hautes énergies situé dans l'État de Puebla, au Mexique. 
Cet observatoire est conçu pour détecter les cascades électromagnétiques produites lors de l'interaction de particules hautement énergétiques avec l'atmosphère terrestre. Couvrant une plage d'énergie allant de 100 GeV à 100 TeV, HAWC est en mesure de détecter la portion la plus énergétique du spectre électromagnétique. Les objectifs scientifiques de HAWC s'inscrivent dans le contexte de l'astronomie gamma et de l'astronomie multimessager, qui tentent d'étudier les phénomènes astrophysiques les plus énergétiques de l'Univers.

## Détecteur
HAWC est constitué d'un ensemble de 300 réservoirs d'eau purifiée, mesurant chacun 7 m de diamètre par 4 m de hauteur. Lorsqu'un rayon gamma ou un rayon cosmique interagit avec un atome de l'atmosphère terrestre, une cascade électromagnétique est déclenchée, ce qui entraîne la production de millions de particules chargées se déplaçant à des vitesses hautement relativistes. Ces particules chargées peuvent pénétrer à l'intérieur d'un des réservoir, émettant du rayonnement Tcherenkov au passage. La lumière issue de ce procédé est par la suite détectée par cinq tubes photomultiplicateurs installés à l'intérieur du réservoir. En étudiant la distribution temporelle et spatiale des impulsions lumineuses détectées dans l'ensemble du détecteur, il est possible de reconstruire la direction initiale de la cascade électromagnétique, de même que la nature de la particule à l'origine de cet événement.
La sensibilité d'un détecteur tel que HAWC repose grandement sur sa capacité à détecter un nombre maximal de particules secondaires émises lors de la cascade. Plus un observatoire est à une altitude élevée, plus celui-ci s'approche du point maximal de la cascade, où est généré le plus grand nombre de particules.